# Domingo Ramírez de Arellano

Domingo Ramirez de Arellano (1800-1858). General nació en la Cd. de México; soldado realista en 1817, formó parte en 1821 del Ejército Trigarante; hizo la campaña del Sur en 1830 contra Guerrero, y tomó la plaza de Acapulco; combatió 1839 a los indios apaches y texanos; destacó en la guerra de invasión norteamericana 1846 - 1848; comandante del puerto de Guaymas, ayudó a la captura del filibustero francés Raousset-Boulbon en la Batalla de Guaymas; fue gobernador del Estado de Sonora de 1854 a 1855 en Ausencia del General Yáñez.
Falleció en la Ciudad de México el 25 de octubre de 1858, sus restos mortales descansan en el Panteón de San Fernando.